# Kupa na Sŭvet·skata armiya 1977-1978
La Coppa dell'Esercito sovietico 1977-1978 è stata la 33ª edizione di questo trofeo, e la 38ª in generale di una coppa nazionale bulgara di calcio, iniziata il 23 novembre 1977 e terminata il 24 maggio  1978. Il Marek Dupnica ha vinto il trofeo per la prima volta.

## Primo turno
| Squadra 1              | Risultato       | Squadra 2                |
| ---------------------- | --------------- | ------------------------ |
| 23 novembre 1977       |                 |                          |
| Energiya Tŭrgovishte   | 2 – 1           | Ludogorec                |
| Lokomotiv Dryanovo     | 5 – 1           | Lokomotiv Kaspichan      |
| Korabostroitel Varna   | 3 – 0           | FK Svoboda Peshtera      |
| Balkanski Belogradchik | 2 – 0           | Panayot Hitov Tutrakan   |
| Lokomotiv Ruse         | 3 – 1           | Yantra Polski Trambesh   |
| Zlatiya Vŭchedrŭm      | 1 – 2           | Sportist General Toshevo |
| Hebăr Pazardžik II     | 3 – 1           | Spartak Izbeglii         |
| Minjor Madzharovo      | 3 – 0           | Rakovski Ivaĭlovgrad     |
| Botev Gălăbovo         | 5 – 3           | Lokomotiv Burgas         |
| Balkanski Tvŭrditsa    | 2 – 1 (dts)     | Kolyo Sandev Veselinovo  |
| Gorubso Madan          | 1 – 1 (5-4 dtr) | Septemvri Simitli        |
| Strumska Slava         | 4 – 1           | N.S.A. Vasil Levski      |

## Secondo turno
| Squadra 1              | Risultato | Squadra 2                |
| ---------------------- | --------- | ------------------------ |
| 30 novembre 1977       |           |                          |
| Energiya Tŭrgovishte   | 3 – 1     | Lokomotiv Dryanovo       |
| Botev Krivodol         | 2 – 1     | Korabostroitel Varna     |
| Balkanski Belogradchik | 1 – 0     | Botev Lukovit            |
| Lokomotiv Ruse         | 2 – 1     | Sportist General Toshevo |
| Hebăr Pazardžik II     | 1 – 2     | Minjor Madzharovo        |
| Agrokhimik Kocherinovo | 2 – 4     | Botev Gălăbovo           |
| Balkanski Tvŭrditsa    | 2 – 0     | Rilski Sportist          |
| Gorubso Madan          | 0 – 1     | Strumska Slava           |

## Trentaduesimi di finale
| Squadra 1            | Risultato   | Squadra 2              |
| -------------------- | ----------- | ---------------------- |
| 10 dicembre 1977     |             |                        |
| Čern. Balčik         | 1 – 0 (dts) | Dobrudža               |
| Rodopa Smoljan       | 1 – 0       | Spartak Koynare        |
| Energiya Tŭrgovishte | 1 – 2       | FK Černomorec Burgas   |
| Botev Gălăbovo       | 0 – 4       | Botev Plovdiv          |
| Lokomotiv GO         | 2 – 0       | Vihren Sandanski       |
| Balkan Botevgrad     | 0 – 3       | CSKA Sofia             |
| Dunav Ruse           | 13 – 0      | Botev Krivodol         |
| Botev Vraca          | 6 – 0       | Hebăr Pazardžik        |
| Čepinets             | 4 – 2       | Botev Ihtiman          |
| Arda Kărdžali        | 1 – 4       | Sliven                 |
| Marica Plovdiv       | 4 – 1       | Lokomotiv Mezdra       |
| Minjor Radnevo       | 2 – 1       | Belasica Petrič        |
| Levski Sofia         | 6 – 1       | Balkanski Tvŭrditsa    |
| Beloslav             | 1 – 0       | Čavdar Byala           |
| Asenovec             | 0 – 1       | Černo More Varna       |
| Šumen                | 2 – 1       | Pavlikeni              |
| Lokomotiv Plovdiv    | 4 – 2 (dts) | Liteks Loveč           |
| Lokomotiv Sofia      | 4 – 0       | Trakia Stamboliyski    |
| Minjor Pernik        | 3 – 2       | Chirpan                |
| Marek Dupnica        | 4 – 1       | Spartak Pleven         |
| Montana              | 3 – 1       | Rozova Dolina          |
| Vidima-Rakovski      | 4 – 0       | Minjor Madzharovo      |
| Bdin                 | 3 – 4 (dts) | Akademik Sofia         |
| Dimitrovgrad         | 5 – 1       | Balkanski Belogradchik |
| Akademic Svištov     | 4 – 0       | Jantra Gabrovo         |
| Haskovo              | 1 – 0       | Beroe                  |
| Benkovski Isperih    | 8 – 2       | Strumska Slava         |
| Slivniški Geroj      | 2 – 0       | Tundzha Yambol         |
| Dorostol Silistra    | 1 – 3       | Spartak Varna          |
| Svetkavica           | 2 – 1       | Lokomotiv Ruse         |
| Slavia Sofia         | 1 – 0       | Velbažd                |
| Pirin Blagoevgrad    | 1 – 3       | FK Etăr                |

## Sedicesimi di finale
| Squadra 1         | Risultato       | Squadra 2            |
| ----------------- | --------------- | -------------------- |
| 17 dicembre 1977  |                 |                      |
| CSKA Sofia        | 2 – 1           | Dunav Ruse           |
| Rodopa Smoljan    | 3 – 1           | FK Černomorec Burgas |
| Botev Plovdiv     | 2 – 0           | Lokomotiv GO         |
| Minjor Radnevo    | 0 – 1           | Levski-Spartak Sofia |
| Sliven            | 3 – 3 (5-4 dtr) | Marica Plovdiv       |
| Šumen             | 4 – 1           | Lokomotiv Plovdiv    |
| Beloslav          | 2 – 0           | Černo More Varna     |
| Lokomotiv Sofia   | 2 – 0           | Minjor Pernik        |
| Marek Dupnica     | 3 – 0           | Montana              |
| Vidima-Rakovski   | 3 – 2 (dts)     | Akademik Sofia       |
| Dimitrovgrad      | 1 – 4           | Akademic Svištov     |
| Benkovski Isperih | 3 – 0           | Haskovo              |
| Svetkavica        | 0 – 3           | Slavia Sofia         |
| Slivniški Geroj   | 2 – 0           | Spartak Varna        |
| Čepinets          | 4 – 3           | FK Etăr              |
| Botev Vraca       | 4 – 0           | Čern. Balčik         |

## Ottavi di finale
| Squadra 1            | Risultato | Squadra 2        |
| -------------------- | --------- | ---------------- |
| 11 febbraio 1978     |           |                  |
| Levski-Spartak Sofia | 3 – 0     | Beloslav         |
| Vidima-Rakovski      | 0 – 1     | Marek Dupnica    |
| Slavia Sofia         | 1 – 0     | Slivniški Geroj  |
| CSKA Sofia           | 1 – 0     | Botev Vraca      |
| Šumen                | 1 – 3     | Lokomotiv Sofia  |
| Botev Plovdiv        | 2 – 0     | Rodopa Smoljan   |
| Benkovski Isperih    | 1 – 4     | Akademic Svištov |
| Čepinets             | 4 – 0     | Sliven           |

## Quarti di finale
| Squadra 1        | Risultato       | Squadra 2            |
| ---------------- | --------------- | -------------------- |
| 18 febbraio 1978 |                 |                      |
| Botev Plovdiv    | 0 – 1           | CSKA Sofia           |
| Lokomotiv Sofia  | 1 – 2           | Marek Dupnica        |
| Čepinets         | 1 – 1 (4-2 dtr) | Levski-Spartak Sofia |
| Akademic Svištov | 3 – 1 (dts)     | Slavia Sofia         |

## Semifinali
| Squadra 1      | Risultato       | Squadra 2        |
| -------------- | --------------- | ---------------- |
| 10 maggio 1978 |                 |                  |
| CSKA Sofia     | 1 – 1 (4-3 dtr) | Čepinets         |
| Marek Dupnica  | 2 – 0           | Akademic Svištov |

## Finale
| Arbitro: | Vyacheslav Lipatov |

|  |           |            |
|  | Marcatori | 30’ Sevdin |